# راب نایت (زیست‌شناس)
راب نایت (انگلیسی: Rob Knight؛ زادهٔ ۱۹۷۶ در دنیدن، نیوزیلند) دانشمند علوم رایانه، پزشک کودکان، زیست‌شناس، و استاد دانشگاه کالیفرنیا، سن دیگو است. او از بنیان‌گذاران پروژهٔ شکم آمریکایی است.
راب نایت در سال ۲۰۱۵ میلادی جایزهٔ ویلسک در پزشکی تجربی را دریافت کرد.

## زندگی‌نامه

### تحصیلات
به‌گفتهٔ راب نایت، او هیچگاه به فقط یک موضوع خاص علاقه‌مند نبوده‌است. او در نیوزیلند بزرگ شده‌است و در آن دوران علاقه‌مندی‌هایش چیزهایی چون فسیل، شیمی، و رایانه را شامل می‌شده‌است. نایت کارشناسی خود را در زیست‌شیمی در دانشگاه اتاگو به پایان رساند. او دورهٔ دکترای فرگشت و خاستگاه ژنتیک را در سال ۲۰۰۱ میلادی در دانشگاه پرینستون به پایان رساند. نایت در دوران دکترای خود ۱۲ تا ۲۰ ساعت در روز به برنامه‌نویسی رایانه و رفع باگ نیز می‌پرداخته‌است. او در سال ۲۰۰۱ میلادی برای دورهٔ پست دکترای خود به دانشگاه کلرادو در بولدر رفت. او تنها در سال ۲۰۱۱ میلادی در نوشتن ۴۹ مقاله مشارکت داشته‌است.

### کار
نایت تا سال ۲۰۱۴ میلادی استاد دانشگاه کلرادو بود. او در سال ۲۰۱۵ میلادی تصمیم گرفت که دانشگاه کلرادو را ترک کند و به دانشکدهٔ پزشکی دانشگاه کالیفرنیا، سن دیگو که در چند سال گذشته پژوهش بر روی ریزاندامگان همزیست را گسترش داده بوده‌است، بپیوندد. به‌گفتهٔ نایت، چندین دانشگاه از جمله دانشگاه استنفورد از او دعوت کرده بوده‌اند که به هیئت علمی آن‌ها بپیوندد؛ ولی او در نهایت دانشگاه کالیفرنیا در سن دیگو را بخاطر امکانات پژوهشی و آزمایشگاهی آن انتخاب می‌کند.

#### پروژهٔ شکم آمریکایی
پروژهٔ شکم آمریکایی، تلاشی است برای تهیهٔ پایگاه‌دادهای باز از ریزاندامگان همزیست ایالات متحدهٔ آمریکا تا نقش رژیم غذایی و سبک زندگی در وضعیت سلامت عمومی انسان و ریزاندامگان بدن او شناسایی گردد. دانشمندانی از سراسر جهان به این پایگاه داده دسترسی خواهند داشت. بدین ترتیب نه تنها شهروندان آمریکایی از آنچه که در بدنشان زندگی می‌کند آگاه خواهند شد، بلکه پژوهشگران می‌توانند از این اطلاعات برای مطالعهٔ نقش ریزاندامگان همزیست در وقوع بیماری‌هایی چون التهاب روده، سرطان، و حتی اوتیسم استفاده کنند. این پروژه با کمک‌هزینه‌ای یک میلیون دلاری و با همکاری راب نایت آغاز به کار کرده‌است.

## کتاب‌ها
- برو دنبال شکمت: تأثیرِ بزرگِ میکروب‌هایِ کوچک،[یادداشت ۲] شابک: ۹۷۸۱۴۷۱۱۳۸۹۰۴

نایت این کتاب را با همکاری برندان بوهلر نوشته و انتشارات سایمون شوستر آن را در ۱۲۰ صفحه منتشر کرده‌است. نایت در این کتاب از ۱۰۰ تریلیون میکروبی که درون شکم ما زندگی می‌کنند می‌گوید. به‌گفتهٔ او: «ما تنها نیستیم، ما یک اکوسیستم هستیم».

## یادداشت
1. ↑  American Gut Project
2. ↑  Follow Your Gut: The Enormous Impact of Tiny Microbes